# African Violet
African Violet (persa: بنفشه آفریقایی, transliterat: Banafsheh Afrighaei) és una pel·lícula dramàtica iraniana del 2019 dirigida per Mona Zandi Haghighi i escrita per Haghighi i Hamidreza Bababeygi.
La pel·lícula es va projectar per primera vegada al 37è Festival Internacional de Cinema de Fajr i va rebre dues nominacions.

## Sinopsi
Quan Shoko, una dona iraniana de mitjana edat, s'assabenta que els seus fills han tancat el seu exmarit Fereydoun en una residència, se l'emporta a casa seva amb el seu marit Reza per tal de curar-lo ells mateixos. Això canvia canvia significativament la seva vida i la relació entre tots tres.

## Repartiment
- Fatemah Motamed Aria - Shokoo
- Saeed Aghakhani - Reza
- Reza Babak - Fereydoun
- Mehdi Hosseinina - Ghasem
- Roya Javidnia - Soraya
- Neda Jebraeili - Fereshteh
- Maryam Shirazi - Shahla[8][9][10]

## Premis
| Any  | Premi                                    | Categoria                  | Receptor             | Resultat  |
| ---- | ---------------------------------------- | -------------------------- | -------------------- | --------- |
| 2019 | Festival Internacional de Cinema de Fajr | Millor actriu protagonista | Fatemah Motamed Aria | Nominat   |
| 2019 | Festival Internacional de Cinema de Fajr | Millor banda sonora        | Peyman Yazdanian     | Nominat   |
| 2020 | Asian Film Festival Barcelona            | Millor guió                | Mona Zandi Haghighi  | Guanyador |